# 埃什特雷拉山犬
埃什特雷拉山犬（葡萄牙語：Cão da Serra da Estrela），又譯為愛斯崔拉山犬、埃斯尼拉山犬、葡萄牙牧羊犬，源自於葡萄牙埃什特雷拉山區的大型牲畜護衛犬。

## 外型
埃什特雷拉山犬是山犬的一種，有雙層皮毛。